# Ульшино
Ульшино — железнодорожный разъезд в Износковском районе Калужской области России. Входит в сельское поселение «Деревня Алексеевка»

## География
Рядом  — Кирово.

## Население
| 2002 | 2010 |
| ---- | ---- |
| 2    | ↘0   |

## Инфраструктура
Путевое хозяйство. Действует остановочный пункт Ульшино

## Транспорт
Автомобильный (просёлочная дорога) и железнодорожный транспорт.